# 미니게임천국
《미니게임천국》은 컴투스가 2005년에 만든 아케이드 모바일 게임이다. 원버튼 조작으로 쉽게 플레이 할 수 있으며, 유저에 의해 상당한 인기와 사랑을 모았다. 그러나 스마트폰 시대가 다가오면서 이 게임은 잊혀지고 말았으며, 앱 스토어에서도 결국 사라지고 말았다.
축약어로 미겜이 있는데, 해당 단어는 네이버 오픈사전에 등록되어있다.

## 게임플레이
미니 게임의 반복적인 플레이를 통해 높은 점수를 얻고 일정 조건을 충족하면 아이템과 캐릭터를 모을 수 있다.
사이버 머니의 일종인 별이 있으며 처음엔 아무 게임도 할 수 없지만 별을 모아 게임을 열면 플레이할 수 있다. 또한 캐릭터의 능력을 높이기 위해 아이템을 착용할 수 있다. 아이템은 내구도가 떨어지면 못 쓰게 된다.

## 시리즈

### 미니게임천국 1
첫 번째 작품으로, 2005년 8월 19일에 발매되었다. 기본 캐릭터는 고양이 냥이이다.
종류
- 높이높이
- 돌려돌려
- 넘어넘어
- 뿌셔뿌셔
- 달려달려
- 요리조리
- 붙어붙어

### 미니게임천국 2
두 번째 작품으로, 2006년 9일 20일에 발매되었다. 기본 캐릭터는 원숭이.

전작보다 캐릭터들이 대량으로 추가되었으며, 하드모드와 캐쉬아이템도 추가되었다.
종류
- 놓아놓아
- 올라올라
- 미끌미끌
- 아푸아푸
- 빙글빙글
- 건너건너
- 막아막아
- 돌아돌아
- 날려날려
- 누워누워

### 미니게임천국 3
세 번째 작품으로, 2007년 10월 19일에 발매되었다. 본 작품의 테마곡은 원더걸스의 '쪼요쪼요'이며, 기본 캐릭터는 너구리.
종류 (일반)
- 외워외워 : 친구들이 바닥에 닿기전에 없애는 게임으로 미사일을 너무 많이쏘아서 자기가 맞아도 끝난다. 친구들의 크기에 따라서 한방, 두방, 세방씩 쏴야 없어진다.
- 피해피해 : 장애물을 피해 오랫동안 달리는 게임으로 네모에 부딪히면 끝난다. 별을 모으기 어려운 게임이다.
- 쏘아쏘아 : 구름위의 친구들을 쏘아서 떨어뜨리는 게임으로 구름을 타고있는 친구들이 오른쪽 화면을 넘어가면 끝난다. 우산을 들고 있는 친구들도 있는데, 이들은 우산을 쏘고 친구를 쏘거나, 각도를 높게 쏘아 우산을 넘어서 친구를 맞추는 방법이 있다.
- 건너건너 : 떨어지지 않고, 오른쪽으로 계속 이동하는 게임이다. 타고있는 발판에 의해 왼쪽끝으로 가거나, 떨어지거나, 오른쪽 끝으로 가면 끝난다.
- 털썩털썩 : 발판을 밟으면서 아래로 내려가는 게임이다. 화면 위로 밀려나거나, 아래로 떨어지면 끝난다.
- 받아받아 : 친구들을 안전하게 받고, 폭탄은 버려야 하는 게임이다. 친구들을 버리거나, 폭탄을 받으면 끝난다.
- 흔들흔들 : 시소 위에서 균형을 맞추는 게임으로 친구들이 계속 떨어져 균형을 방해한다. 시소가 한쪽으로 기울어지면 끝난다.
- 먹어먹어 : 반짝이는 것을 많이 먹는 게임으로 반짝이는 것을 먹으면 먹을수록 꼬리가 길어지고, 친구들이 꼬리에 부딪히면 짧아진다. 친구랑 부딪히면 끝난다.
- 가둬가둬 : 친구들을 그물안에 가두는 게임으로 그물안에 가둬진 친구들은 없어진다. 친구랑 부딪히면 끝난다.
- 누구누구 : 일정한 규칙으로 파도타기를 하는 게임으로 규칙에 어긋나거나, 자기 차례가 아닌데 뛰면 끝난다. 별이 나왔을때는 규칙을 무시하고 먹어도 된다.

종류 (어려운 게임)
아래의 게임은 원래 게임 모드에서 1000점 이상을 획득하면 얻을 수 있다.
- 어려운 외워외워 : 주인공이 1-3명 정도 나오는데 해당 수만큼 미사일이 발사된다.
- 어려운 피해피해 : 네모보다 빠른 마름모도 나온다. 마찬가지로 마름모에 부딪쳐도 게임이 끝난다.
- 어려운 쏘아쏘아 : 3번 연속으로 아무것도 못 맞추면 게임이 끝난다.
- 어려운 건너건너 : 디딘 발판은 더 빨라진다
- 어려운 털썩털썩 : 기울어진 발판도 나오는데 내려가긴 쉽지만 올라가긴 어렵다.
- 어려운 받아받아 : 떨어지다가 친구와 폭탄이 바뀌는 경우가 있다.
- 어려운 흔들흔들 : 떨어지는 친구와 부딪쳐도 게임이 끝난다.
- 어려운 먹어먹어 : 상하좌우 벽 밖으로 나가면 게임이 끝난다.
- 어려운 가둬가둬 : 상하좌우 벽에 닿으면 게임이 끝난다.
- 어려운 누구누구 : 같은 친구들과 할 수 있다.

### 미니게임천국 4
네 번째 작품으로, 2009년 4월 29일에 발매되었다. 주인공은 사막여우.

스마트폰으로는 2010년 미국 앱 스토어에서 《Doodle games 9 in 1》이라는 이름으로 판매되었다.
종류 (일반모드)
- 당겨당겨 : 캐릭터를 붙잡고 높이 올라가는 게임. 버튼을 누르면 차례대로 줄을 던지고 당기고 놓는다. 화면 아래로 떨어지지 않고 높이 올라가는 것이 목적
- 돌아돌아 : 빈구멍을 통해 가운데로 계속 내려가야한다. 버튼을 누르면 좌우 이동 방향이 바뀐다. 내려가지 못하고 화면 밖으로 나가면 게임이 끝난다.
- 맞혀맞혀 : 캐릭터들이 땅에 닿기전에 맞춰야하는 게임. 캐릭터들이 땅으로 내려오거나 미사일이 아무도 맞히지 못하고 화면 위로 사라지면 게임이 끝난다.
- 굴러굴러 : 캐릭터들을 피해 오른쪽으로 가야한다. 버튼을 누르면 빠르게 구르면서 이동한다. 캐릭터들과 부딪히거나 화면아래로 떨어지면 게임이 끝난다.
- 터져터져 : 같은 캐릭터를 3명이상 붙여 없애야 한다. 버튼을 누르면 캐릭터들이 발사된다. 캐릭터들이 경계선 아래로 내려오면 게임이 끝난다.
- 뛰어뛰어 : 스프링을 타고 앞으로 뛰어가야한다. 버튼을 누르면 기울어진 방향으로 뛴다. 발판에 착지하지 못하고 화면 아래로 떨어지면 게임이 끝난다.
- 쏘아쏘아 : 캐릭터들을 맞혀 떨어뜨려야 한다. 버튼을 눌러 회전방향을 바꾼다. 캐릭터 혹은 캐릭터가 발사한 것과 부딪히면 게임이 끝난다.
- 잡아잡아 : 캐릭터가 화면밖으로 사라지기 전에 잡아야 한다. 버튼을 눌러 이동방향을 바꾼다. 캐릭터가 화면 밖으로 사라지면 게임이 끝난다.
- 올라올라 : 가시벽에 부딪히지 않고 높이 올라가야 한다. 버튼을 눌러 이동방향을 바꾼다. 가시벽에 부딪히면 게임이 끝난다.

어려운 모드
일반모드에서 1000점이상 획득하면 어려운 모드를 얻을 수 있다.

### 미니게임천국 5/미니게임천국 Up[4]

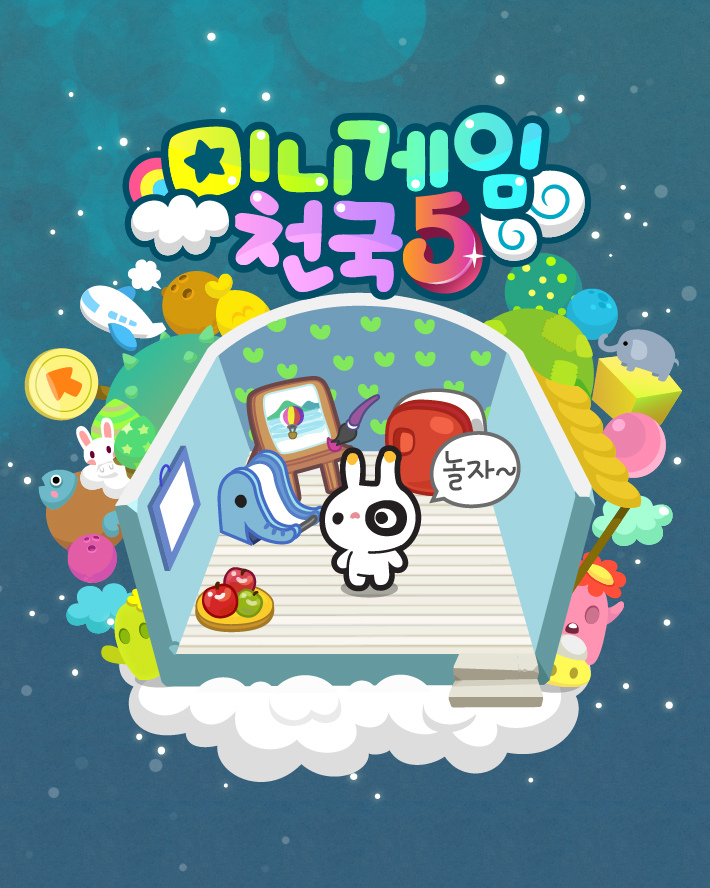
미니게임천국 5 타이틀 화면.

다섯 번째 작품으로, 2010년 10월에 발매(발표일은 10월 21일)되었다. 주인공은 집토끼.

여러 시리즈 작품 중 유일하게 피처폰과 스마트폰 두 기기에서 모두 플레이가 가능하다.

전작보다 미니게임(20개)과 캐릭터들(35개)이 2배이상 늘어났으며, 다양한 과제를 제공, 능력치가 부여된 아이템과 별, 가구 등을 보상으로 받을 수 있는 도전과제 시스템도 추가되었다.

대한민국의 앱 스토어에서 제공하는 무료 버전은 《미니게임천국 Up》, 구글 플레이에서는 《미니게임천국》이라는 이름으로, 게임 11개를 제공한다.
종류
- 뚫어뚫어 : 버튼을 눌러 바닥을 뚫고 내려간다. 아래층 캐릭터를 밟을 수 있다.
- 뿌려뿌려 : 미사일을 뿌려서 캐릭터를 맞춘다. 버튼을 누르면 이동방향을 바뀐다.
- 무찔무찔 : 캐릭터들을 무찌르며 레벨을 올린다. 버튼을 누르면 이동방향을 바뀐다.
- 저어말어 : 다른 캐릭터와 고래를 타고 바다를 누빈다. 버튼을 눌러 오른쪽을 젓는다. 다른 캐릭터는 왼쪽을 젓는다.
- 높이높이 : 높이높이 뛰어서 위쪽으로 올라간다. 버튼을 누르면 줄을 밟고 튕겨서 위로 올라간다.
- 넘어넘어 : 캐릭터들과 닿지 않고 뛰어넘어야한다. 버튼을 누르면 점프를 한다.
- 놓아놓아 : 버튼을 한 번 누르면 줄을 놓고 다시 누르면 줄을 쏜다.
- 건너건너 : 발판을 밟으며 앞으로 전진한다. 버튼을 누르면 점프를 한다.
- 빙글빙글 : 연 잎을 밟고 호수를 건넌다. 버튼을 누르면 점프를 한다.
- 날려날려 : 양 쪽의 친구들을 펀치로 날린다. 버튼을 누르면 방향이 바뀐다.
- 뿌셔뿌셔 : 공을 떨어뜨리지 않고 블록을 부숴야 한다. 버튼을 누르면 방향이 바뀐다.
- 미끌미끌 : 화면위로 밀리거나 가시벽에 닿지 않고 내려간다. 버튼을 누르면 기울기가 바뀐다.
- 돌아돌아 : 방향을 조절해 나무 사이를 지나가야 한다. 버튼을 누르면 방향을 바꾼다.
- 달려달려 : 길을 벗어나면 안된다. 버튼을 누르면 방향을 바꾼다.
- 올라올라 : 구름을 밟으며 위로 올라간다. 버튼을 누르면 방향을 바꾼다.
- 요리조리 : 친구들을 요리조리 피해야 한다. 버튼을 누르면 방향을 바꾼다.
- 어푸어푸 : 벽이나 친구와 닿지 않으면서 헤엄친다. 버튼을 누르면 위로 올라간다.
- 붙어붙어 : 캐릭터들을 꼬리에 길게 붙인다. 버튼을 누르면 돌아가는 방향을 바꾼다.

### 미니게임천국(2023)
여섯 번째 작품으로, 13년만에 돌아온 미니게임천국 시리즈이다. 2023년 4월 21일부터 사전예약을 시작했으며, 7월 27일에 발매되었으며, 웹 3.0 게임으로도 운영된다.